# Josué Rodrigues
Josué Rodrigues de Oliveira, também conhecido como Josué Rodrigues (19 de Fevereiro de 1953) é um músico, instrumentista, compositor e cantor gospel brasileiro. Josué Rodrigues é referência na música cristã nacional.
É também um dos pastores da Igreja Presbiteriana Betânia em Niterói - São Francisco. Cursou Teologia no Seminário Presbiteriano do Sul e têm 1 compacto simples e 8 CDs gravados. Sua música mais conhecida se chama A Força da Minha Vida.
Casado com Maria Emília com quem tem 2 filhos: Paulo, integrante da banda Crombie e Júnia.

## Discografia
- 1983 - Cinzas (compacto simples)
- 1987 - Boas Palavras
- 1988 - Tempo
- 1990 - Cada Coração
- 1992 - Vem Louvar a Jesus Comigo
- 1992 - Josué Rodrigues - Coletânea 1
- 1993 - Portas
- 2003 - Novas
- 2008 - Quarto Secreto